# Mesaptilotus vittifrons
Mesaptilotus vittifrons är en tvåvingeart som beskrevs av Richards 1955. Mesaptilotus vittifrons ingår i släktet Mesaptilotus och familjen hoppflugor.
Artens utbredningsområde är Rwanda. Inga underarter finns listade i Catalogue of Life.